# Andy Scott (componist)

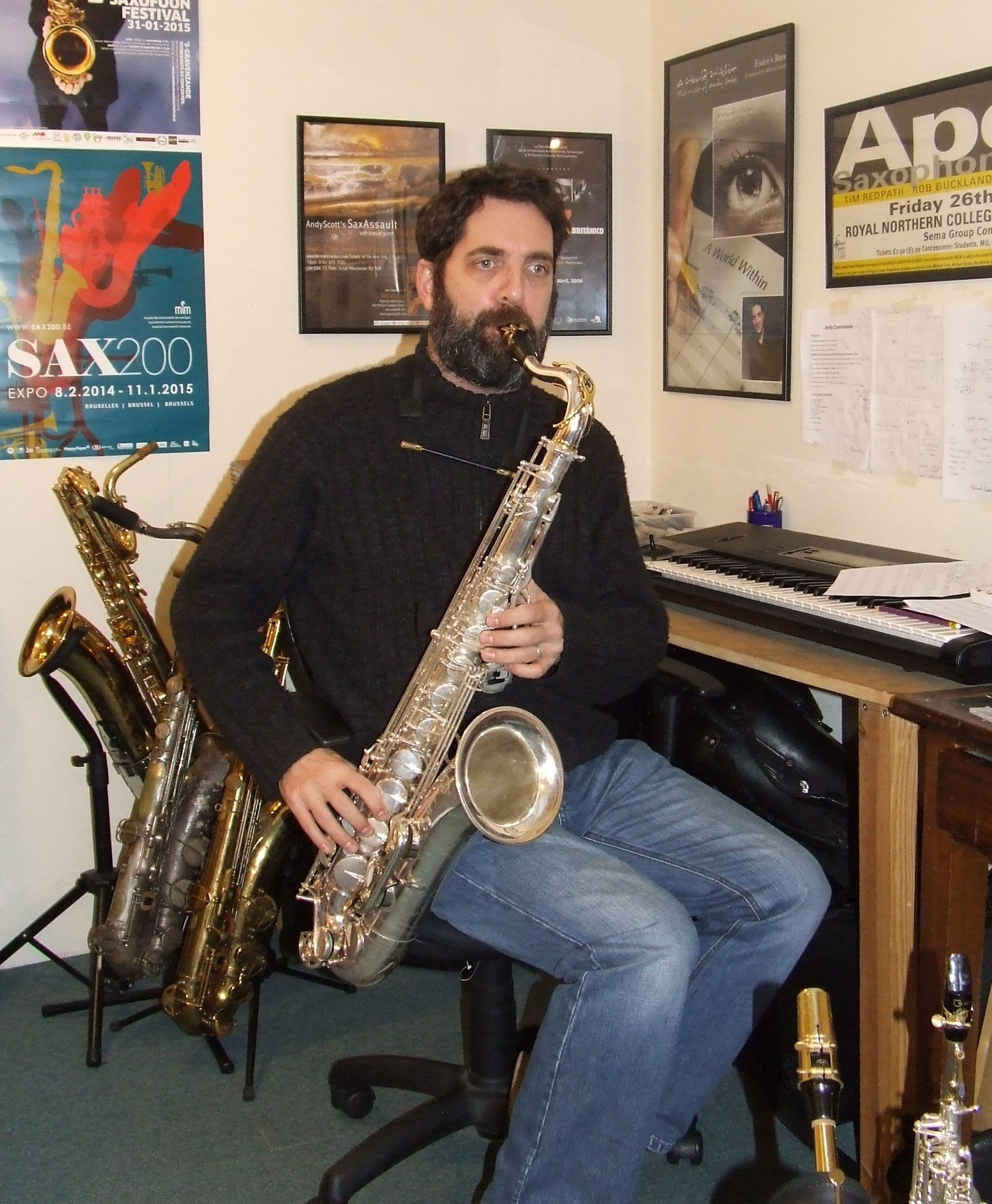
Andy Scott in 2015

Andrew (Andy) Scott (Sandbach, 1966) is een Brits componist, muziekpedagoog en saxofonist.

## Levensloop
Scott is docent voor saxofoon aan het Royal Northern College of Music (RNCM) in Manchester. Samen met Rob Buckland is hij artistiek directeur van de jaarlijkse RNCM Saxophone Day, artistieke directeur van de Harrogate Saxophone Summer School en saxofoon consultant aan het Welsh College of Music and Drama in Cardiff. 
Sinds de oprichting in 1985 is hij lid van het internationaal bekende Apollo Saxophone Quartet, met dat hij concertreizen door Europa en Azië maakte. In januari 2006 speelde hij samen met Dave Hassell, die beide het Dave Hassell-Andy Scott Duo vormen, tijdens de 33rd International Association of Jazz Educators in New York. Vervolgens maakte dit duet een concertreis door Mexico. 
Als saxofonist werkt hij onder anderen voor het Hallé Orchestra, Psappha, de Bluejuice Big Band en zijn eigen jazz-funk kwintet "DB5".
Hij richtte ook het saxofoonensemble SaxAssault op, die verschillende cd-opnames gemaakt hebben. 
Als componist is hij autodidact. Naast werken voor "zijn" instrument schrijft hij ook voor orkesten en ensembles. In november 2006 won hij de 1e prijs in de British Composer Awards 2006 (Wind Band & Brass Band Category) voor zijn Dark Rain, concert voor twee saxofoons en harmonieorkest. 
Sinds 2008 is hij huiscomponist van de Fodens brassband en dit orkest verzorgde met de solist Les Neish ook de première van zijn werk Salt of the Earth, voor tuba en brassband.

## Composities

### Werken voor orkest
- 2007 MHP, voor tenorsaxofoon en strijkorkest

### Werken voor harmonieorkest, brassband en speciale blaasensembles
- 1995 Two Fat Ladies, voor saxofoonensemble en ritmesectie
- 2002 Big Red, voor saxofoonkoor
- 2004 Paquito, voor klarinettenkoor
- 2005 Fujiko, voor klarinettenkoor
- 2006 Dark Rain, voor twee tenorsaxofoons en harmonieorkest
- 2006 Lip Service, voor saxofoonensemble en ritmesectie
- 2006 Don’t Shoot the Duck, voor saxofoonensemble en ritmesectie
- 2008 PDS 4 Zero, voor 4 cornetten, tenorhorn, bariton, eufonium, 2 trombones, tuba en slagwerk
- 2007 Salt of the Earth, voor tuba solo en brassband

### Kamermuziek
- 1995 Chrysalis Moon, voor saxofoonkwartet
- 1996-1998 Nemesis, voor dwarsfluit en vibrafoon
- 1998 His Phantom Sweetheart, voor saxofoonkwartet
  1. Setting the Scene
  2. Car Journey
  3. Flirting
  4. Murder
- 1998 My Mountain Top, voor saxofoonkwartet en cd - tekst: Lemn Sissay
- 2001 My Mountain Top, voor spreker, Bes-saxofoon en cd - tekst: Lemn Sissay
- 2001 Now & Then, voor saxofoonkwartet
- 2002 Sonata, voor dwarsfluit en harp
- 2003 Going Down, voor tuba en cd
- 2003 Sonata, voor dwarsfluit en piano
- 2003 Zebra Crossing, voor tenorsaxofoon en piano
- 2004 Curve, voor basmandoline, altfluit en harp
- 2004 Paquito, voor klarinetoctet (7 Bes klarinetten, 1 basklarinet)
- 2006 Whisper Goodbye, voor sopraansaxofoon en piano
- 2007 Big Red, voor saxofoonkwartet
- 2008 And Everything Is Still..., voor dwarsfluit en piano
- 2008 Fujiko, voor soprillo(saxofoon) en accordeon
- 2008 MHP, voor tenorsaxofoon en piano
- Café Europa, voor klarinet (of saxofoon) en piano (samen met: Rob Buckland)

### Werken voor Big Band
- 2005 Lip Service